# Réserve forestière de la Mone
Pour les articles homonymes, voir Mone (homonymie).
La réserve forestière de la Mone (Mone River Forest Reserve) est une aire protégée du Cameroun, située dans la région du Sud-Ouest. Elle abrite notamment une espèce menacée de gorilles (Gorilla gorilla diehli).

## Géographie
Sur une superficie de 538 km2, à une altitude comprise entre 110 et 1 200 m, la réserve est située à proximité de la frontière avec le Nigeria, au nord de Mamfé et à environ 6 km au sud-est du parc national de Takamanda.
Elle est traversée par un cours d'eau qui lui donne son nom, le Mone (ou Mawne), un affluent de la Manyu (Cross River). 

## Faune
Elle abrite entre 29 et 42 gorilles dits de la rivière Cross, également des chimpanzés.